# (4086) Podalirio
(4086) Podalirio es un asteroide perteneciente a los asteroides troyanos de Júpiter descubierto el 9 de noviembre de 1985 por Liudmila Vasílievna Zhuravliova desde el Observatorio Astrofísico de Crimea, en Naúchni.

## Designación y nombre
Podalirio se designó inicialmente como 1985 VK2.
Más adelante, en 1993, recibió su nombre de Podalirio, un personaje de la mitología griega.

## Características orbitales
Podalirio orbita a una distancia media de 5,253 ua del Sol, pudiendo acercarse hasta 4,615 ua y alejarse hasta 5,891 ua. Su excentricidad es 0,1214 y la inclinación orbital 21,72 grados. Emplea en completar una órbita alrededor del Sol 4397 días.

## Características físicas
La magnitud absoluta de Podalirio es 9,1. Tiene un diámetro de 86,89 km y un periodo de rotación de 10,43 horas. Su albedo se estima en 0,0536.